# بلج بن بشر القشيري
بلج بن بشر القشيري قائد عسكري عربي تولى الأندلس في عصر الدولة الأموية.

## نسبه
هو بلج بن بشر بن عياض بن وحوح بن قيس بن الأعور بن قشير بن كعب بن ربيعة بن عامر بن صعصعة بن معاوية بن بكر بن هوازن بن منصور بن عكرمة بن خصفة بن قيس عيلان بن مضر بن نزار بن معد بن عدنان القشيري العامري الهوازني.

## سيرته
في عام 122 هـ، انتقضت البربر في طنجة على عبيد الله بن الحبحاب والي مصر وأفريقية، وقتل ميسرة المدغري عمر بن عبد الله المرادي عامل ابن الحبحاب على طنجة وما والاها. فأرسل لهم حملة بقيادة خالد بن أبي حبيب الفهري، لكنها فشلت في إنهاء ثورة البربر وانتهت بمقتل خالد الفهري ومن معه. ثم وجّه الخليفة هشام بن عبد الملك في جمادى الآخر 123 هـ جيشًا بقيادة كلثوم بن عياض القشيري عم بلج بن بشر، وأمر عمال الولايات بحشد الرجال لهذا الجيش، من ثلاثين ألف رجل لقتال البربر، فدخل إفريقية في رمضان 123 هـ. صاحب بلج هذا الجيش، وجعله عمه على الخيل، مما أثار حفيظة حبيب بن أبي عبيدة الفهري قائد عرب إفريقية. ثم سار الجيش حتى لقي جيش البربر بقيادة خالد بن حميد الزناتي قرب طنجة، وانهزم جيش كلثوم، وقتل كلثوم وحبيب الفهري وجُرح بلج في تلك المعركة.
لجأ بلج بفلّ الجيش إلى سبتة، فحاصرهم البربر، ولما طال بهم الحصار، فكاتب عبد الملك بن قطن الفهري يشكو إليه ما أصابهم من الجهد حتى أنهم أكلوا دوابهم، ويسأله أن يدخلهم إلى الأندلس، فلم يأذن لهم بذلك. إلا أن ثورة بربر الأندلس على عبد الملك بن قطن، وفشله في احتوائها أرغمه على الاستعانة ببلج ومن معه من جند الشام، فكتب إليهم يدعوهم للأندلس على أن يقيموا فيها سنة واحدة، ويعاونوه على دحر ثورة بربر الأندلس، ولضمان ذلك عليهم أن يقدموا الرهائن تضمن له وفائهم بالعهد. فعبر بلج بعشرة آلاف رجل، وتعاونوا على قتال البربر وهزموهم في شذونة وفي وادي سليط قرب طليطلة، لتنتهي بذلك ثورة بربر الأندلس.
وبعد أن هُزم البربر، طالب ابن قطن بلج بالمغادرة هو وجند الشام إلى إفريقية، فطالبوه بأن يحملهم بالسفن إلى إفريقية حتى يتحاشوا مواجهة البربر في المغرب، فرفض عبد الملك وماطلهم، فثار عليه جند الشام، وخلعوه في ذي القعدة 123 هـ، وولوا بلج بن بشر مكانه. ثم قتلوا عبد الملك وصلبوه وصلبوا خنزيرًا عن يمينه وكلبًا عن شماله. وسرعان ما حشد قطن وأمية ابنا عبد الملك بن قطن عرب الأندلس، وثاروا على بلج وجند الشام. إلا أن جند الشام هزموهم هزيمة ساحقة قرب سرقسطة. أصيب بلج في تلك المعركة إصابة بالغة توفي على إثرها بعد يومين، وخلفه ثعلبة بن سلامة العاملي. وقيل أن الذي جرحه في المعركة، عبد الرحمن بن علقمة اللخمي حاكم أربونة وكان ذلك عام 124 هـ ، فكان موته في شوال 124 هـ.